# 猫俣博志
猫俣 博志（ねこまた ひろし、1964年12月18日 - ）は、日本の俳優、殺陣師、スーツアクター、スタントマン。青森県出身。若駒所属。

## 人物
特技は殺陣、アクロバット、スタント、乗馬。趣味は映画鑑賞。
師は俳優の林邦史朗。

## 出演

### テレビドラマ
- 流れ星佐吉（1984年、CX） - 郷ひろみスタント
- スクール☆ウォーズ 〜泣き虫先生の7年戦争〜（1984年、TBS）
- 武蔵坊弁慶（1986年、NHK） - 川野太郎スタント
- おんな風林火山（1986年、TBS）
- このこ誰の子?（CX）
  - 第9話「父たちの戦争」（1986年）
  - 第17話「三つのプロポーズ」（1987年）
- イキのいい奴 第1話（1987年、NHK）
- アリエスの乙女たち（1987年、CX）
  - 第2話「これが愛?」
  - 第16話「檻の中の愛」
- 女ねずみ小僧（1989年、CX）
- 腕におぼえあり（NHK）
  - 第1シリーズ 第12話（1992年）
  - 第3シリーズ 第4話（1993年） - 片倉小四郎 役
- 私が愛したウルトラセブン（1993年、NHK）
- NHK大河ドラマ
  - 花の乱（1994年） - 又兵衛 役
  - 平清盛（2012年）
  - 軍師官兵衛（2014年）
  - 真田丸（2016年）
- しくじり鏡三郎 第11話（1999年、NHK）
- ウルトラマンコスモス（2001年 - 2002年、MBS） - ウルトラマンコスモス（ルナモード） 役
- 志村けんとドリフの大爆笑物語（2021年）

### 映画
- ウルトラマンコスモス THE FIRST CONTACT（2001年、松竹） - ウルトラマンコスモス（ルナモード） 役

### バラエティー
- ドリフ大爆笑（CX） - 池田屋事件階段落ちコント近藤勇役[2]

### イベント
- 劇場空間天外ごっこ 誰がハドソン夢まつり'95（1995年、ハドソン） - 不知火、白ボンバー 役